# Po Toi Islands
Po Toi Islands (kinesiska: 蒲台群島, 蒲台群岛) är öar i Hongkong (Kina). De ligger i den sydöstra delen av Hongkong.